# Eleutherodactylus grandis
Eleutherodactylus grandis es una especie de anfibio anuro de la familia Eleutherodactylidae.

## Distribución geográfica
Esta especie es endémica del Distrito Federal en México. Habita en El Pedregal en los campos de lava del volcán Xitle.

## Publicación original
- Dixon, 1957 : Geographic variation and distribution of the genus Tomodactylus in Mexico. Texas Journal of Science, vol. 9, n.º 4, p. 379-409.[5]